# Eberhard Kranemann
Eberhard Kranemann, född 7 mars 1945 i Wismar, är en tysk konstnär och musiker, mest känd som en av de tidiga medlemmarna av bandet Kraftwerk.

## Biografi
Eberhard Kranemann växte upp i Dortmund, utbildade sig i kontrabas på konservatoriet i Dortmund. Samtidigt som han utbildade sig i klassisk musik spelade han i flera jazzband. Efter examen flyttade han i början av 1965 till Düsseldorf för att studerade måleri, grafik, konsthistoria, filosofi och pedagogik vid Kunstakademie Düsseldorf där han 1971 tog sin masterexamen.
År 1967 grundade han den experimentella musikgruppen Pissoff tillsammans med studenter på konsthögskolan. 1967 spelade de till en performance med Joseph Beuys på klubben Creamcheese i Düsseldorf. Gruppen spelade, bland annat med Florian Schneider på flöjt fram till 1969. Kort därefter blev Kranemann medlem i Kraftwerk, där han spelade cello, hawaiigitarr och bas mellan 1970 och 1971. 1972 spelade han under en period bas och hawaiigitarr för NEU! på konserter.
1973 lanserade han multimediaprojektet "Fritz Müller Rock" med Conny Plank. Detta följdes av en mängd cd-produktioner, konserter, utställningar i Tyskland och utomlands, inklusive föreställningar och samarbeten med Joseph Beuys, AR Penck, Faust, Yoichiro Kita, Yukino Nono, Nurse with Wound, Critical Art Ensemble (på Documenta i Kassel), Paul Amlehn, Philip Glass Ensemble, Kronos Quartet, Brian Eno, David Bowie, Laurie Anderson, John Zorn och Lou Reed.
Som konstnär arbetar Eberhard Kranemann i en Fluxustradition, bland annat med performance, happening, actionpainting.